# Gallieno Ferri
Gallieno Ferri, noto anche con lo pseudonimo di Fergal (Genova, 21 marzo 1929 – Genova, 2 aprile 2016), è stato un fumettista italiano noto per aver ideato, insieme a Sergio Bonelli, la serie a fumetti di Zagor.
Con oltre ventimila tavole realizzate per Zagor, è il disegnatore che ha disegnato più pagine per un singolo personaggio nella storia della Sergio Bonelli Editore; inoltre al 2014 è il secondo più prolifico disegnatore in assoluto della casa editrice dopo Francesco Gamba.

## Biografia
Dopo il diploma lavora per alcuni anni come geometra fino a quando viene selezionato dall'editore Giovanni De Leo per il quale realizza i disegni di due serie a fumetti, Il fantasma verde e Piuma Rossa, firmandosi "Fergal"; dal 1949 disegna la prima serie di Maskar e successivamente collabora a Il Vittorioso, disegnando le serie Jolly e Capitan Walter, e comincia a lavorare anche per il mercato francese le serie Tom-Tom e Thunder Jack scritte da De Leo. Per De Leo realizza le copertine di Big Bill, le Casseur e Robin Hood, due serie francesi che De Leo pubblica su licenza dell'editore francese Mouchott; della serie Big Bill Ferri disegnerà anche un albo; realizza anche illustrazioni e "cineromanzi" per varie riviste edite sempre da De Leo.
Nel 1959 si trasferisce a Recco e l'anno successivo si propone a Milano alle Edizioni Araldo, dove conosce Tea Bertasi e suo figlio Sergio Bonelli che lo incaricano di realizzare due albi a striscia della serie Giubba Rossa, scritti da Gianluigi Bonelli, pubblicati nel 1961. Nel 1961 realizza anche, su testi di Gian Luigi Bonelli, due episodi della serie Giubbe Rosse. Quindi crea graficamente i personaggi di una nuova serie western/fantascientifica ideata da Guido Nolitta, Zagor, destinata a una lunga vita editoriale e pubblicata ininterrottamente da allora, divenendo una delle principali della Sergio Bonelli Editore, oltre che personaggio iconico entrato nell'immaginario culturale italiano e al quale si dedicherà fino alla morte, disegnandone anche tutte le copertine. Ferri contribuirà anche alla sceneggiatura di alcuni dei primi episodi del personaggio. Per la serie realizzerà 120 storie, spesso in più albi, e tutte le 239 copertine della prima serie a strisce e le oltre 430 albi della collana Zenith che ne prese il posto.
Nel 1975, sempre su testi di Nolitta, disegna la prima storia di Mister No di cui realizzerà anche le prime centoquindici copertine fino al 1984. Realizza inoltre le copertine degli speciali n. 9, 10 e 11 del Comandante Mark e quella dell'albetto allegato allo speciale numero 9.
Muore a Genova il 2 aprile 2016 e viene sepolto al cimitero di Polanesi di Recco.

## Riconoscimenti
- Nel 1999 ha ricevuto il Premio Yellow Kid al Salone Internazionale dei Comics.
- Nel 2009, a Roma, gli è stato assegnato il premio Romics d'Oro.[11]
- Nel 2012 viene nominato padrino della manifestazione Albissola Comics dove riceve il premio come miglior disegnatore dell'anno.
- Il 16 febbraio 2016 le impronte delle sue mani entrano a far parte della "Walk of Fame" di Lucca Comics.
- Il comune di Varazze ha intitolato a Ferri la sala di lettura della biblioteca comunale.[12] Nello stesso Comune è stato istituito il “Premio Città di Varazze - Gallieno Ferri”.[13]
- Zagor e il mare: mostra di illustrazioni di Gallieno Ferri dal 25 luglio all'8 settembre 2019 alla Galleria Comunale d’Arte Leonardo Da Vinci di Cesenatico.[14]